# Roger Pingeon
Roger Pingeon (Hauteville-Lompnès, Ródano-Alpes; 28 de agosto de 1940-Beaupont, Ródano-Alpes; 19 de marzo de 2017), apodado L'Echassier y La Guigne, fue un ciclista francés, profesional entre 1965 y 1974, durante los cuales consiguió quince victorias.
Fue un corredor de pocas pero importantes victorias. Ganó el Tour de Francia 1967 y la Vuelta a España 1969. En el Tour, siempre que terminó, lo hizo en una buena posición, entre los doce primeros.

## Palmarés
1966
- 1 etapa del Critérium Nacional

1967
- Tour de Francia, más 1 etapa
- 1 etapa de la París-Luxemburgo

1968
- 2.º en el Campeonato de Francia de ciclismo en ruta
- 2 etapas del Tour de Francia y  Premio de la Combatividad

1969
- Vuelta a España, más 2 etapas
- 2.º en el Tour de Francia, más 1 etapa
- 2.º en el Campeonato de Francia de persecución

1972
- 1 etapa de la Dauphiné Libéré

1974
- Grand Prix de Plumelec

## Resultados en Grandes Vueltas y Campeonatos del Mundo
| Carrera         | 1964 | 1965 | 1966 | 1967 | 1968 | 1969 | 1970 | 1971 | 1972 | 1973 | 1974 |
| --------------- | ---- | ---- | ---- | ---- | ---- | ---- | ---- | ---- | ---- | ---- | ---- |
| Giro de Italia  | -    | -    | -    | -    | -    | -    | -    | -    | -    | -    | -    |
| Tour de Francia | -    | 12.º | 8.º  | 1.º  | 5.º  | 2.º  | Ab.  | -    | Ab.  | 11.º | -    |
| Vuelta a España | -    | -    | -    | -    | -    | 1.º  | -    | -    | -    | -    | -    |
| Mundial en Ruta | -    | -    | -    | 36.º | Ab.  | Ab.  | -    | -    | -    | -    | -    |

-: no participa

Ab.: abandono